# La innocència
La inocencia is een Spaanse film uit 2019, geregisseerd door Lucía Alemany.

## Verhaal
Lis is een tiener die ervan droomt om bij het circus te gaan en haar geboortestad te verlaten. Het is zomer en ze brengt haar dagen door met haar vriendinnen en haar vriendje die een paar jaar ouder is dan zijzelf. Door het gebrek aan privacy en het voortdurende geroddel van de buren probeert Lis hun relatie geheim te houden, zodat haar ouders er niet achter komen. De relatie zal haar leven echter voorgoed veranderen.

## Rolverdeling
| Acteur                 | Personage |
| ---------------------- | --------- |
| Sonia Almarcha         | Remedios  |
| Carmen Arrufat         | Lis       |
| Joel Bosqued           | Néstor    |
| Josh Climent           | El Polaco |
| Laura Fernández        | Rocío     |
| Bogdan Florin Guilescu | Bogdan    |
| Sergi López            | Catalano  |
| Laia Marull            | Soledad   |
| Lidia Moreno           | La Patri  |

## Ontvangst

### Prijzen en nominaties
Een selectie:
| Jaar | Evenement                       | Categorie                | Genomineerde                     | Resultaat   |
| ---- | ------------------------------- | ------------------------ | -------------------------------- | ----------- |
| 2019 | San Sebastián (67ste editie)    | Lucía Alemany            | Beste debuut                     | Genomineerd |
| 2020 | Premios Goya (34ste uitreiking) | Beste debuterend actrice | Carmen Arrufat                   | Genomineerd |
| 2020 | Premios Goya (34ste uitreiking) | Beste origineel nummer   | Toni M. Mir ("Allí en la arena") | Genomineerd |